# تور نورمن فاکینگ راک‌ول!
تور نورمن فاکینگ راک‌ول! (انگلیسی: The Norman Fucking Rockwell! Tour) عنوان پنجمین تور کنسرت خواننده آمریکایی لانا دل ری برای پشتیبانی از ششمین آلبوم استودیویی‌اش، نورمن فاکینگ راک‌ول! (۲۰۱۹) است. این تور در ۲۱ سپتامبر ۲۰۱۹ در ونتا، نیویورک آغاز شد.

## فهرست مجموعه
این فهرست مجموعه نمایش ۳۰ سپتامبر ۲۰۱۹ در ونکوور است و تمام تاریخ‌ها را در طول تور نشان نمی‌دهد.
1. «نورمن فاکینگ راک‌ول»
2. «میخانه‌دار»
3. «برای آزادی»
4. «مجتمع آپارتمانی مارینرز»
5. «زاده‌شده برای مردن»
6. «جین آبی»
7. «موستانگ سفید»
8. «گیلاس»
9. «وقتی گریه می‌کنی زیبایی»
10. «تغییر» / «Black Beauty» / «جوان و زیبا» / «Ride»
11. «بازی‌های ویدئویی»
12. «اندوه تابستانی»
13. «Doin' Time»
14. «خاموش را به رقابت»
15. «Shades of Cool»
16. «ونیز بچ»